# Mirosław Lasoń
Mirosław Lasoń (zm. 17 grudnia 2012 w Tajlandii) – polski gitarzysta rockowy i popowy, kompozytor.

## Kariera muzyczna
W latach 1968–1969 był członkiem popularnej, warszawskiej grupy Pięciu z którą nagrywał w Polskim Radio i występował w filmie pt. Cierpienia młodego Wertera w reż. Tomasza Zygadły. Jest także autorem muzyki do utworu pt. Topiel – jest to jedyna kompozycja tej grupy, która ukazała się na kilku kompilacjach płytowych. Jesienią 1969 roku gitarzysta przeszedł do zespołu Mariolaine Suggestic, który w kwietniu 1970 roku zmienił nazwę na Hard Road. Wraz z formacją zarejestrował w PR Poznań kilka utworów oraz koncertował w kraju i dwa razy w Holandii (m.in. obok grupy Christie). W maju 1971 roku odszedł z Hard Road i rozpoczął współpracę z zespołem Jerzego Miliana, a w 1973 roku z grupą Fair, której liderem był Krzysztof Krawczyk. W późniejszych latach mieszkał za granicą. W związku z jego chorobą ogłoszono zbiórkę pieniężną na operację zastawki jego serca. 13 grudnia 2012 roku o godz. 19:00 odbył się koncert zatytułowany Gramy dla Mirka!. Wystąpili: Stan Borys, Sławomir Piwowar, Winicjusz Chróst, Marek Ałaszewski i Klan, Dymitr Markiewicz, Aleksander Nowacki, Jerzy Grunwald, Janek Stokowski, 2 plus 1, Robert Tyc, Urszula Blaszyńska, Małgorzata Blaszyńska, Adam Blaszyński, Tadeusz Trzciński, Leszek Trześniewski, Dariusz Samoraj, Krzysztof Dłutowski, Piotr Miks, Jerzy Pulcyn i inni. Zmarł 17 grudnia 2012 roku w szpitalu w Tajlandii, osieracając 10-letnią córkę Sonię.